# Міжнародний геофізичний рік

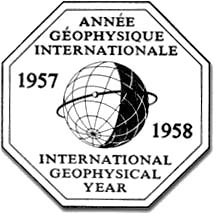
Офіційна емблема МГР

Міжнародний геофізичний рік (МГР), (англ. International Geophysical Year (IGY), нім. Internationales geophysikalisches Jahr (IGJ), фр. Année géophysique internationale (AGI)) — комплексні дослідження глобальних геофізичних процесів у земній корі, атмосфері та Світовому океані за єдиною програмою та методикою. Проводився з 1 липня 1957 по 31 грудня 1958 року за участю 67 країн, у тому числі й України. Надалі дослідження продовжені в рамках міжнародного геофізичного співробітництва.

## Країни учасниці
| - Аргентина - Австралія - Австрія - Бельгія - Болівія - Бразилія - Болгарія - Бірма - Канада - Цейлон - Чилі - Колумбія - Куба - Чехословаччина - Данія - Домініканська Республіка - Британська Східна Африка - Еквадор - Єгипет - Ефіопія - Фінляндія - Франція | - НДР - ФРН - Гана - Греція - Гватемала - Угорщина - Ісландія - Індія - Індонезія - Іран - Ірландія - Ізраїль - Італія - Японія - Федерація Малайзія - Мексика - Монголія - Марокко - Нідерланди - Нова Зеландія - Північна Корея - Норвегія - Пакистан | - Панама - Перу - Філіппіни - Польща - Португалія - Родезії та Ньясаленду - Румунія - Південно-Африканський Союз - Іспанія - Швеція - Швейцарія - Taiwan - Таїланд - Туніс - СРСР - Велика Британія - США - Уругвай - Венесуела - Північний В'єтнам - Південний В'єтнам - Югославія |